# Rövidszárnyú rozsdafarkú
A rövidszárnyú rozsdafarkú (Luscinia phoenicuroides) a madarak (Aves) osztályának verébalakúak (Passeriformes) rendjébe, ezen belül a légykapófélék (Muscicapidae) családjába tartozó faj.

## Rendszertani besorolása
Ezt az énekesmadarat korábban a monotipikus Hodgsonius nevű madárnembe sorolták. 2010-ben, nagymértékű molekuláris törzsfejlődésről szóló kutatás eredményeit adták ki a biológusok. Ebben pedig, sok más mellett, az is áll, hogy a rövidszárnyú rozsdafarkú ugyanabba a kládba tartozik, mint a közismert fülemüle (Luscinia megarhynchos). Emiatt az ázsiai énekesmadarat kivették a saját neméből és áthelyezték a Luscinia nevű madárnembe.

## Előfordulása
A rövidszárnyú rozsdafarkú előfordulási területe főleg Ázsia keleti felén van. A következő országokban lelhető fel: Bhután, India, Kína, Laosz, Mianmar, Nepál, Pakisztán, Thaiföld és Vietnám.

## Alfajai
- Luscinia phoenicuroides phoenicuroides - a Himalája vonulatai és Mianmar nyugati része
- Luscinia phoenicuroides ichangensis - Mianmar északkeleti és keleti része és Közép-Kína

## Életmódja
A mérsékelt övi, azonban a szubtrópusokon a hegyvidéki erdőket választja élőhelyül. Rovarokkal és egyéb avarban élő gerinctelenekkel táplálkozik.

## Képek

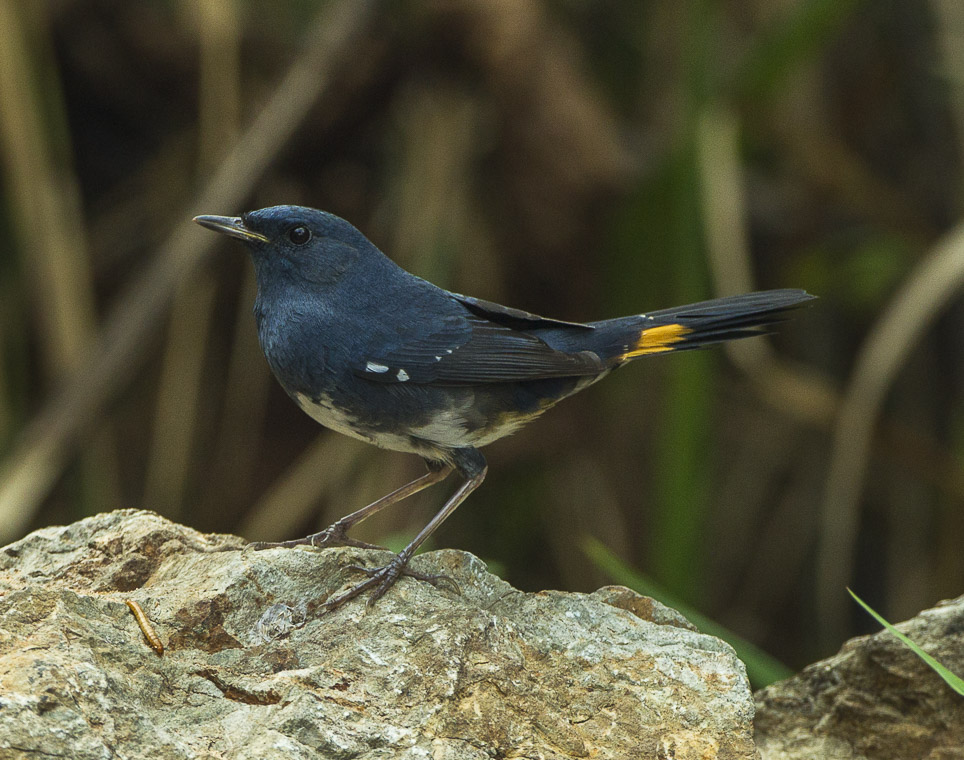
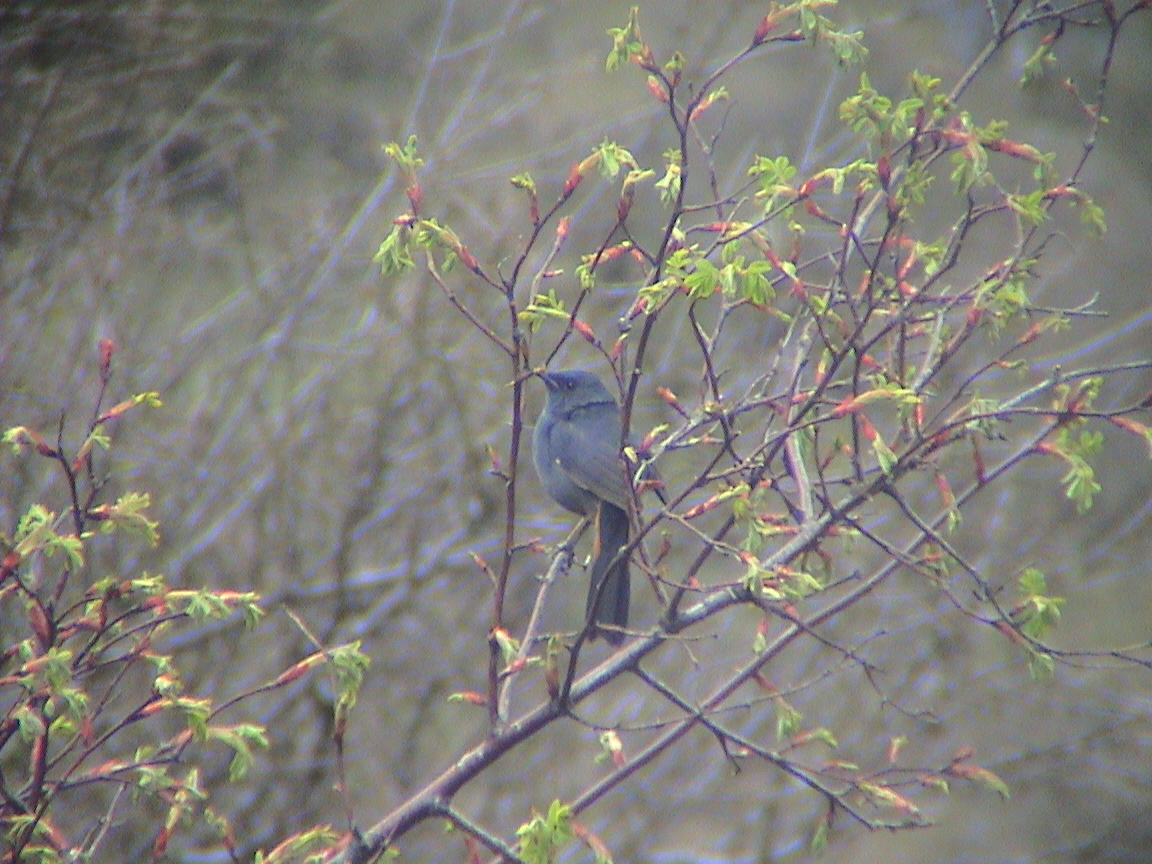
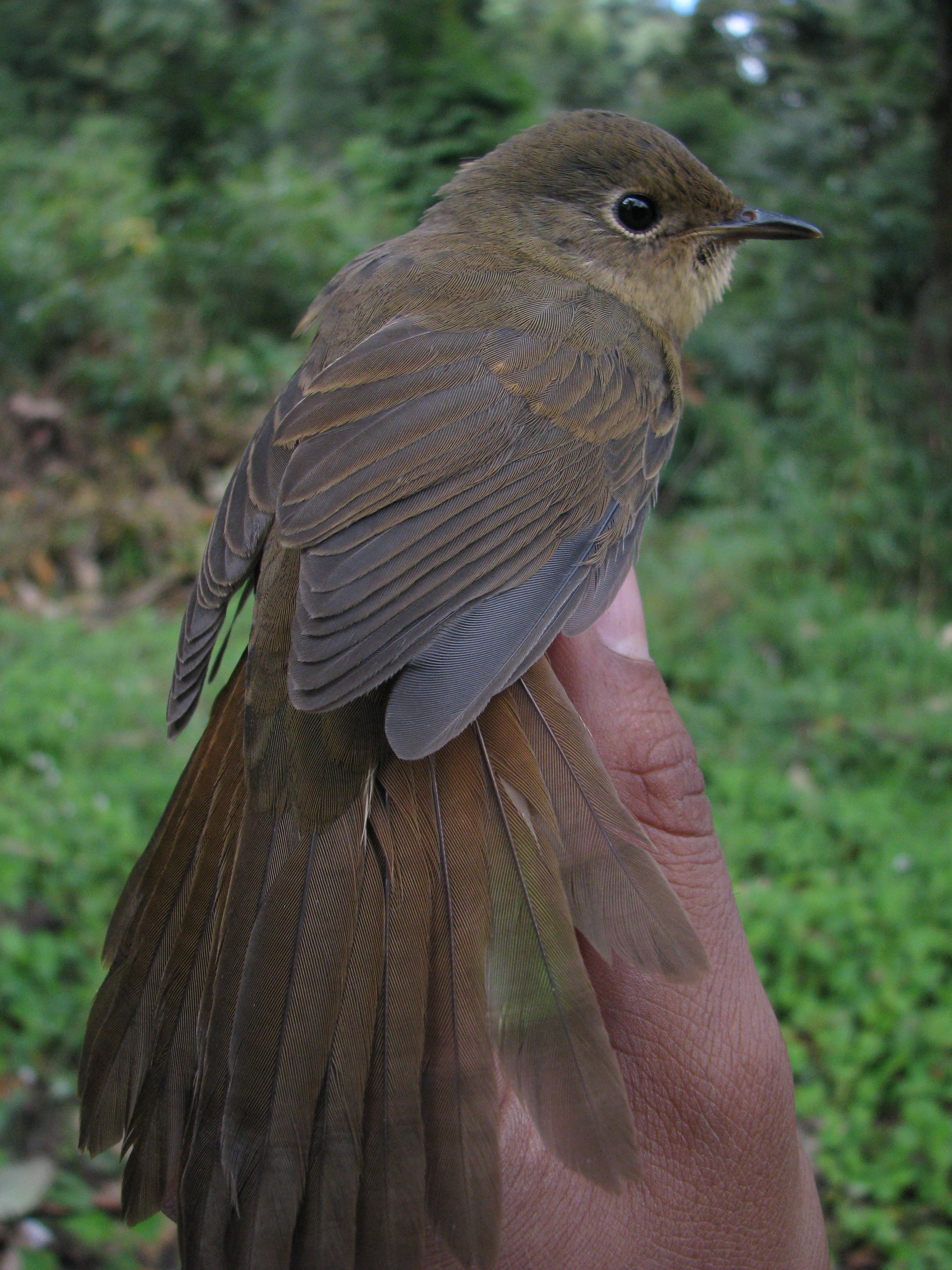
Fiatal tojó
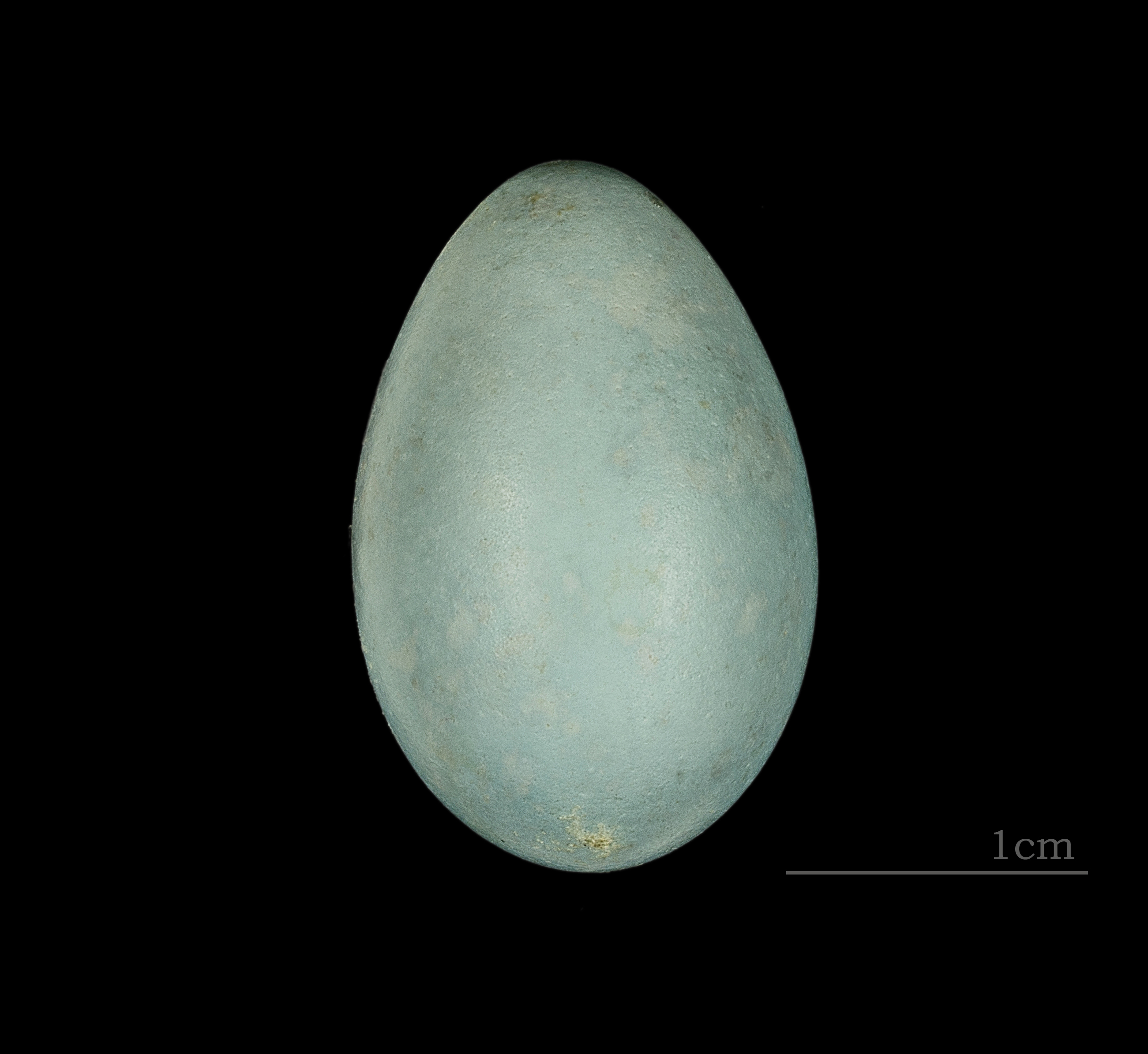
A tojása

## Fordítás
- Ez a szócikk részben vagy egészben  a   White-bellied redstart című angol Wikipédia-szócikk ezen változatának fordításán alapul.  Az eredeti cikk szerkesztőit annak laptörténete sorolja fel. Ez a jelzés csupán a megfogalmazás eredetét és a szerzői jogokat jelzi, nem szolgál a cikkben szereplő információk forrásmegjelöléseként.